# Mudrovce
Mudrovce (maďarsky Modrafalva, Mudróc) jsou obec na Slovensku v okrese Košice-okolí. Obec se nachází 24 km severovýchodně od Košic. Obec se nachází v nadmořské výšce 428 metrů. Rozloha katastrálního území činí 5,89 km². Žije zde 64 obyvatel.
První písemná zmínka o obci pochází z roku 1406. Na hranici katastrálního území obce se nachází zříceniny hradu Lipovec. Ten byl vystavěn ve 13. století a zničen v roce 1591.